# ألكسندرا روزنفيلد
الكسندرا روزنفيلد (ولدت في 23 نوفمبر 1986) انتخبت ملكة جمال فرنسا في عام 2006، ممثلت عن منطقة لانغدوك، لتتسلم اللقب من سيندي فابر باعتبارها ملكة جمال فرنسا السابقة في 3 ديسمبر 2005 

## روابط خارجية
- ألكسندرا روزنفيلد على موقع IMDb (الإنجليزية)
- ألكسندرا روزنفيلد على موقع قاعدة بيانات الفيلم (الإنجليزية)